# Blossia sulcichelis
Blossia sulcichelis är en spindeldjursart som först beskrevs av Roewer 1941.  Blossia sulcichelis ingår i släktet Blossia och familjen Daesiidae. Inga underarter finns listade.